# Херман III фон Баден
Херман III Велики (на немски: Hermann III von Baden, der Große) е маркграф на Верона (1151 – 1160) и Баден (1130 – 1160).
Херман III е син на маркграф Херман II († 7 октомври 1130) и Юдит фон Хоенберг († 1123), дъщеря на Хесо III фон Зюлхен.
Херман III е верен на Щауфенитер и така има конфликт с роднините си, Церинги-швабите.
През 1151 г. крал Конрад III му дава Веронската марка.
През 1154 г. той се бие в Ломбардия и придружава император Фридрих I Барбароса във войната против Милано.
Херман III участва във Втория кръстоносен поход и в първия поход на Фридрих I Барбароса в Италия.

## Семейство
Маркграф Херман III се жени първо преди 1134 г. за Берта фон Хоенщауфен (* 1116, † sl. 1148), дъщеря на император Конрад III (* 1093, † 15 февруари 1152) и Гертруда фон Комбург (* 1095, † 1130/31). Двамата имат син:
- Херман IV († 13 септември 1190), маркграф на Баден, женен от 1162 г. за Берта от Тюбинген († 24 февруари 1169), дъщеря на пфалцграф Лудвиг от Тюбинген.

Маркграф Херман III се жени втори път след 1141 г. за Мария от Бохемия († 1160), вдовицата на баварския херцог Леополд. Тя е дъщеря на херцог Собеслав I и внучка на крал Вратислав II от Бохемия.
Херман III e погребан в манастира в Бакнанг.